# Esponjinha
A Esponjinha (Acacia cultriformis A. Cunn. ex G. Don; Fabaceae - Mimosaceae) é considerada a mais ornamentas das acácias. Isso porque suas flores (glomérulos) são amarelas e também perfumadas.